# Llista d'asteroides/87601–87700
| Nom     | Designació provisional | Data de descobriment | Lloc de descobriment | Descobridor/s |
| ------- | ---------------------- | -------------------- | -------------------- | ------------- |
| 87601 - | 2000 RP37              | 3 de setembre, 2000  | Socorro              | LINEAR        |
| 87602 - | 2000 RS38              | 3 de setembre, 2000  | Socorro              | LINEAR        |
| 87603 - | 2000 RD40              | 3 de setembre, 2000  | Socorro              | LINEAR        |
| 87604 - | 2000 RF40              | 3 de setembre, 2000  | Socorro              | LINEAR        |
| 87605 - | 2000 RW41              | 3 de setembre, 2000  | Socorro              | LINEAR        |
| 87606 - | 2000 RZ43              | 3 de setembre, 2000  | Socorro              | LINEAR        |
| 87607 - | 2000 RA44              | 3 de setembre, 2000  | Socorro              | LINEAR        |
| 87608 - | 2000 RC44              | 3 de setembre, 2000  | Socorro              | LINEAR        |
| 87609 - | 2000 RL44              | 3 de setembre, 2000  | Socorro              | LINEAR        |
| 87610 - | 2000 RO44              | 3 de setembre, 2000  | Socorro              | LINEAR        |
| 87611 - | 2000 RP44              | 3 de setembre, 2000  | Socorro              | LINEAR        |
| 87612 - | 2000 RN45              | 3 de setembre, 2000  | Socorro              | LINEAR        |
| 87613 - | 2000 RQ45              | 3 de setembre, 2000  | Socorro              | LINEAR        |
| 87614 - | 2000 RX45              | 3 de setembre, 2000  | Socorro              | LINEAR        |
| 87615 - | 2000 RB47              | 3 de setembre, 2000  | Socorro              | LINEAR        |
| 87616 - | 2000 RR47              | 3 de setembre, 2000  | Socorro              | LINEAR        |
| 87617 - | 2000 RB48              | 3 de setembre, 2000  | Socorro              | LINEAR        |
| 87618 - | 2000 RH48              | 3 de setembre, 2000  | Socorro              | LINEAR        |
| 87619 - | 2000 RM48              | 3 de setembre, 2000  | Socorro              | LINEAR        |
| 87620 - | 2000 RO48              | 3 de setembre, 2000  | Socorro              | LINEAR        |
| 87621 - | 2000 RW48              | 3 de setembre, 2000  | Socorro              | LINEAR        |
| 87622 - | 2000 RE49              | 5 de setembre, 2000  | Socorro              | LINEAR        |
| 87623 - | 2000 RH49              | 5 de setembre, 2000  | Socorro              | LINEAR        |
| 87624 - | 2000 RR51              | 5 de setembre, 2000  | Socorro              | LINEAR        |
| 87625 - | 2000 RS51              | 5 de setembre, 2000  | Socorro              | LINEAR        |
| 87626 - | 2000 RB52              | 5 de setembre, 2000  | Socorro              | LINEAR        |
| 87627 - | 2000 RH52              | 6 de setembre, 2000  | Bisei SG Center      | BATTeRS       |
| 87628 - | 2000 RP54              | 3 de setembre, 2000  | Socorro              | LINEAR        |
| 87629 - | 2000 RX54              | 3 de setembre, 2000  | Socorro              | LINEAR        |
| 87630 - | 2000 RE55              | 3 de setembre, 2000  | Socorro              | LINEAR        |
| 87631 - | 2000 RB61              | 1 de setembre, 2000  | Socorro              | LINEAR        |
| 87632 - | 2000 RF64              | 1 de setembre, 2000  | Socorro              | LINEAR        |
| 87633 - | 2000 RM64              | 1 de setembre, 2000  | Socorro              | LINEAR        |
| 87634 - | 2000 RR64              | 1 de setembre, 2000  | Socorro              | LINEAR        |
| 87635 - | 2000 RW66              | 1 de setembre, 2000  | Socorro              | LINEAR        |
| 87636 - | 2000 RX66              | 1 de setembre, 2000  | Socorro              | LINEAR        |
| 87637 - | 2000 RD67              | 1 de setembre, 2000  | Socorro              | LINEAR        |
| 87638 - | 2000 RG67              | 1 de setembre, 2000  | Socorro              | LINEAR        |
| 87639 - | 2000 RZ67              | 2 de setembre, 2000  | Socorro              | LINEAR        |
| 87640 - | 2000 RU70              | 2 de setembre, 2000  | Socorro              | LINEAR        |
| 87641 - | 2000 RC73              | 2 de setembre, 2000  | Socorro              | LINEAR        |
| 87642 - | 2000 RF73              | 2 de setembre, 2000  | Socorro              | LINEAR        |
| 87643 - | 2000 RD76              | 3 de setembre, 2000  | Socorro              | LINEAR        |
| 87644 - | 2000 RJ77              | 8 de setembre, 2000  | Gnosca               | S. Sposetti   |
| 87645 - | 2000 RK77              | 9 de setembre, 2000  | Gnosca               | S. Sposetti   |
| 87646 - | 2000 RB78              | 8 de setembre, 2000  | Črni Vrh             | Črni Vrh      |
| 87647 - | 2000 RR79              | 1 de setembre, 2000  | Socorro              | LINEAR        |
| 87648 - | 2000 RB80              | 1 de setembre, 2000  | Socorro              | LINEAR        |
| 87649 - | 2000 RE80              | 1 de setembre, 2000  | Socorro              | LINEAR        |
| 87650 - | 2000 RB82              | 1 de setembre, 2000  | Socorro              | LINEAR        |
| 87651 - | 2000 RT82              | 1 de setembre, 2000  | Socorro              | LINEAR        |
| 87652 - | 2000 RK86              | 2 de setembre, 2000  | Socorro              | LINEAR        |
| 87653 - | 2000 RQ86              | 2 de setembre, 2000  | Anderson Mesa        | LONEOS        |
| 87654 - | 2000 RE88              | 3 de setembre, 2000  | Socorro              | LINEAR        |
| 87655 - | 2000 RW88              | 3 de setembre, 2000  | Socorro              | LINEAR        |
| 87656 - | 2000 RO90              | 3 de setembre, 2000  | Socorro              | LINEAR        |
| 87657 - | 2000 RC93              | 3 de setembre, 2000  | Kitt Peak            | Spacewatch    |
| 87658 - | 2000 RE93              | 3 de setembre, 2000  | Socorro              | LINEAR        |
| 87659 - | 2000 RD94              | 4 de setembre, 2000  | Anderson Mesa        | LONEOS        |
| 87660 - | 2000 RS94              | 4 de setembre, 2000  | Anderson Mesa        | LONEOS        |
| 87661 - | 2000 RU95              | 4 de setembre, 2000  | Anderson Mesa        | LONEOS        |
| 87662 - | 2000 RO96              | 4 de setembre, 2000  | Haleakala            | NEAT          |
| 87663 - | 2000 RG97              | 5 de setembre, 2000  | Anderson Mesa        | LONEOS        |
| 87664 - | 2000 RN97              | 5 de setembre, 2000  | Anderson Mesa        | LONEOS        |
| 87665 - | 2000 RV97              | 5 de setembre, 2000  | Anderson Mesa        | LONEOS        |
| 87666 - | 2000 RN98              | 5 de setembre, 2000  | Anderson Mesa        | LONEOS        |
| 87667 - | 2000 RP98              | 5 de setembre, 2000  | Anderson Mesa        | LONEOS        |
| 87668 - | 2000 RT98              | 5 de setembre, 2000  | Anderson Mesa        | LONEOS        |
| 87669 - | 2000 RE99              | 5 de setembre, 2000  | Anderson Mesa        | LONEOS        |
| 87670 - | 2000 RH99              | 5 de setembre, 2000  | Anderson Mesa        | LONEOS        |
| 87671 - | 2000 RY99              | 5 de setembre, 2000  | Anderson Mesa        | LONEOS        |
| 87672 - | 2000 RN100             | 5 de setembre, 2000  | Anderson Mesa        | LONEOS        |
| 87673 - | 2000 RZ100             | 5 de setembre, 2000  | Anderson Mesa        | LONEOS        |
| 87674 - | 2000 RF101             | 5 de setembre, 2000  | Anderson Mesa        | LONEOS        |
| 87675 - | 2000 RH101             | 5 de setembre, 2000  | Anderson Mesa        | LONEOS        |
| 87676 - | 2000 RR101             | 5 de setembre, 2000  | Anderson Mesa        | LONEOS        |
| 87677 - | 2000 RT102             | 5 de setembre, 2000  | Anderson Mesa        | LONEOS        |
| 87678 - | 2000 RU103             | 6 de setembre, 2000  | Socorro              | LINEAR        |
| 87679 - | 2000 RY104             | 6 de setembre, 2000  | Socorro              | LINEAR        |
| 87680 - | 2000 RJ105             | 7 de setembre, 2000  | Socorro              | LINEAR        |
| 87681 - | 2000 RL105             | 7 de setembre, 2000  | Socorro              | LINEAR        |
| 87682 - | 2000 SX1               | 20 de setembre, 2000 | Socorro              | LINEAR        |
| 87683 - | 2000 SR2               | 19 de setembre, 2000 | Haleakala            | NEAT          |
| 87684 - | 2000 SY2               | 20 de setembre, 2000 | Socorro              | LINEAR        |
| 87685 - | 2000 SR3               | 20 de setembre, 2000 | Socorro              | LINEAR        |
| 87686 - | 2000 SW6               | 22 de setembre, 2000 | Socorro              | LINEAR        |
| 87687 - | 2000 SL12              | 20 de setembre, 2000 | Socorro              | LINEAR        |
| 87688 - | 2000 SP12              | 20 de setembre, 2000 | Socorro              | LINEAR        |
| 87689 - | 2000 SB13              | 21 de setembre, 2000 | Socorro              | LINEAR        |
| 87690 - | 2000 SG13              | 21 de setembre, 2000 | Socorro              | LINEAR        |
| 87691 - | 2000 SH13              | 21 de setembre, 2000 | Socorro              | LINEAR        |
| 87692 - | 2000 SS13              | 21 de setembre, 2000 | Socorro              | LINEAR        |
| 87693 - | 2000 SV13              | 21 de setembre, 2000 | Socorro              | LINEAR        |
| 87694 - | 2000 SX13              | 22 de setembre, 2000 | Socorro              | LINEAR        |
| 87695 - | 2000 SM14              | 23 de setembre, 2000 | Socorro              | LINEAR        |
| 87696 - | 2000 SQ14              | 23 de setembre, 2000 | Socorro              | LINEAR        |
| 87697 - | 2000 SA15              | 23 de setembre, 2000 | Socorro              | LINEAR        |
| 87698 - | 2000 SK15              | 23 de setembre, 2000 | Socorro              | LINEAR        |
| 87699 - | 2000 SP17              | 23 de setembre, 2000 | Socorro              | LINEAR        |
| 87700 - | 2000 SE18              | 23 de setembre, 2000 | Socorro              | LINEAR        |